# Kapo (KZ)
Kapo, auch Capo, war die Bezeichnung der Position eines Funktionshäftlings in einem Konzentrationslager in der Zeit des Nationalsozialismus. Ein Kapo wurde zu einem Mitarbeiter der Lagerleitung und musste andere Häftlinge beaufsichtigen. Er musste für die SS die Arbeit der Häftlinge anleiten und war für die Ergebnisse verantwortlich. Kapos erhielten für diese Dienste Vergünstigungen, wie die Zuteilung von Alkohol oder den Besuch von Lagerbordellen. In größeren Lagern wurden Oberkapos eingesetzt.

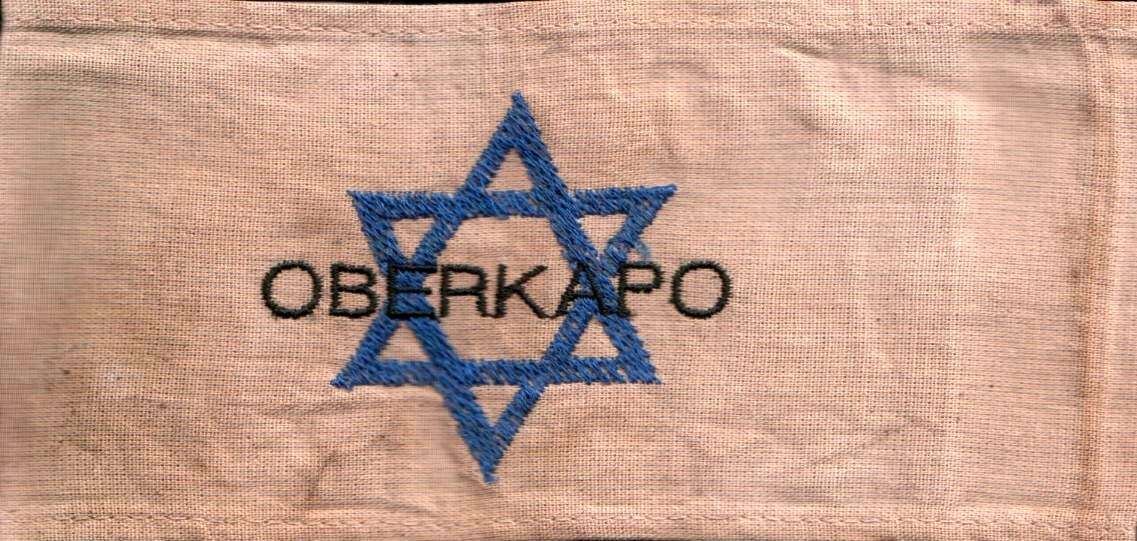
Armbinde eines jüdischen Oberkapos

## Beschreibung
Den Kapos, die selbst nicht arbeiteten, sondern Aufsichtspersonen waren, waren Vorarbeiter zugeordnet. Die relativen Privilegien korrumpierten viele der zu Kapos Ernannten – hatten sie doch durch bessere Nahrungszuteilung und körperliche Schonung eine Chance, länger am Leben zu bleiben. Die SS wählte die Häftlinge aus, die sich die damit verbundenen Privilegien durch besondere Brutalität zu „verdienen“ bereit waren. Als Kapos wurden beispielsweise verurteilte Kriminelle (sogenannte „Berufsverbrecher“), zur Bestrafung inhaftierte ehemalige SA-Mitglieder, gefangene Juden (siehe Foto Armbinde) oder politische Häftlinge rekrutiert. Aus welcher Häftlingsgruppe die Kapos ausgewählt wurden, war eine taktische Entscheidung der SS, wobei die Zusammensetzung der Kapos oftmals mit dem Wechsel der Kommandostrukturen des KZ zusammenhing. Der SS kam es auf eine möglichst reibungslose Befehlsweitergabe und die skrupellose Durchsetzung an.
Andererseits gab es auch Kapos, die integer und bei ihren Mithäftlingen angesehen waren und teilweise ihre Position zur Rettung von Menschenleben nutzten, wie etwa Walter Krämer.

## Namensherkunft
Der Ursprung des Wortes ist umstritten; vermutet wird als Ursprung entweder der beschönigende Begriff Kameradschaftspolizei, das italienische il capo für Haupt oder Anführer oder, laut Duden, der französische Militärrang  le caporal (deutsch Korporal).
Sollte der Ausdruck aus dem Italienischen kommen, so ist er nicht notwendigerweise militärischen Ursprungs, sondern kam vermutlich von italienischen Wanderarbeitern als Bezeichnung für ihre Vorarbeiter in die Bauarbeitersprache. Zum Beispiel ist Capo auf Baustellen eine gängige Bezeichnung für den aufsichtsführenden Maurergesellen (Polier). So geriet die Bezeichnung möglicherweise vom KZ Dachau aus schon früh in den Sprachgebrauch der KZ-Häftlinge. Er wurde in Standortbefehlen des Konzentrationslagers Auschwitz verwendet. Dort wurde die Mitarbeit der Kapos in den Arbeitskommandos ausdrücklich untersagt.

## Belege
1. ↑  Sonia Combe: Erinnerungspolitik am Beispiel Buchenwald - LMd. Abgerufen am 11. April 2020.
2. ↑  Internetartikel von Yizhak Ahren: Überlebt weil schuldig - schuldig weil überlebt (Memento vom 5. Februar 2016 im Internet Archive)
3. ↑  Duden-Artikel zu Kapo